# Katarzyna Ueberhan
Katarzyna Ueberhan (ur. 26 sierpnia 1975 w Poznaniu) – polska filozofka, działaczka społeczna, feministyczna i polityczna, posłanka na Sejm IX i X kadencji.

## Życiorys
Absolwentka II Liceum Ogólnokształcącego im. Generałowej Zamoyskiej i Heleny Modrzejewskiej w Poznaniu. Ukończyła filozofię na Wydziale Nauk Społecznych Uniwersytetu im. Adama Mickiewicza w Poznaniu. Zajęła się prowadzeniem własnej działalności gospodarczej, w tym w ramach spółek prawa handlowego.
Jest aktywistką na rzecz praw kobiet, przeciwdziałania przemocy oraz równego traktowania. Współorganizatorka i koordynatorka wydarzeń związanych z Ogólnopolskim Strajkiem Kobiet, Manifą w Poznaniu oraz akcją Nazywam się miliard, jak również demonstracji antynacjonalistycznych i antyrasistowskich. Została członkinią Stowarzyszenia Kongres Kobiet, organizatorką Marszu Równości w Poznaniu oraz współpracowniczką Stowarzyszenia Grupa Stonewall.
Była członkinią partii Twój Ruch. Kandydowała bez powodzenia w wyborach parlamentarnych w 2015 z ramienia Zjednoczonej Lewicy. W 2019 przystąpiła do Wiosny. Bezskutecznie kandydowała w wyborach do Parlamentu Europejskiego z trzeciego miejsca w okręgu wielkopolskim.
W wyborach parlamentarnych w tym samym roku wystartowała do Sejmu w okręgu poznańskim z pierwszego miejsca na liście Sojuszu Lewicy Demokratycznej (w ramach porozumienia Lewica). Otrzymała 33 373 głosy, co było czwartym najwyższym indywidualnym wynikiem w okręgu, i uzyskała mandat posłanki na Sejm IX kadencji. W Sejmie została członkinią Komisji Sprawiedliwości i Praw Człowieka oraz Komisji Łączności z Polakami za Granicą. W czerwcu 2021, po rozwiązaniu Wiosny, została członkinią Nowej Lewicy.
W wyborach w 2023 z powodzeniem ubiegała się o poselską reelekcję, uzyskując 24 485 głosów. W Sejmie X kadencji objęła funkcje przewodniczącej Komisji Polityki Społecznej i Rodziny oraz wiceprzewodniczącej Komisji Nadzwyczajnej do spraw zmian w kodyfikacjach. W 2024 bezskutecznie kandydowała do Europarlamentu X kadencji.

## Wyniki wyborcze
| Wybory | Komitet wyborczy | Komitet wyborczy             | Organ                            | Okręg | Wynik          |
| ------ | ---------------- | ---------------------------- | -------------------------------- | ----- | -------------- |
| 2015   |                  | Zjednoczona Lewica           | Sejm VIII kadencji               | nr 39 | 1182 (0,29%)   |
| 2019   |                  | Wiosna                       | Parlament Europejski IX kadencji | nr 7  | 5923 (0,49%)   |
| 2019   |                  | Sojusz Lewicy Demokratycznej | Sejm IX kadencji                 | nr 39 | 33 373 (6,49%) |
| 2023   |                  | Nowa Lewica                  | Sejm X kadencji                  | nr 39 | 24 485 (4,11%) |
| 2024   |                  | Lewica                       | Parlament Europejski X kadencji  | nr 1  | 15 911 (2,14%) |